# Talapoin
Els talapoins (Miopithecus) són un gènere de micos de la família dels cercopitècids que conté dues espècies: el talapoin d'Angola i el talapoin del Gabon. Els talapoins viuen al centre d'Àfrica, en una regió que s'estén des del Camerun fins a Angola.
Mesuren uns 32-45 cm de llargada i pesen entre 1,3 kg (mascles) i 0,8 kg (femelles), cosa que en fa els primats més petits del grup dels catarrins. El pelatge dorsal és de color verd grisós i el ventral és de color blanquinós. El cap és rodó i presenta un nas curt. Com en molts altres primats, els mascles són més grossos que les femelles.